# Pseudometachilo delius
Pseudometachilo delius är en fjärilsart som beskrevs av Stanislas Bleszynski 1966. Pseudometachilo delius ingår i släktet Pseudometachilo och familjen Crambidae. Inga underarter finns listade i Catalogue of Life.